# Adis Jahoviḱ
Adis Jahoviḱ (in macedone Адис Јаховиќ?; Skopje, 18 marzo 1987) è un calciatore macedone, attaccante del Narlıdere Belediyesi.

## Carriera

### Club
Ha giocato nel campionato macedone, bosniaco, svizzero, ucraino, croato e russo.

### Nazionale
Ha esordito in nazionale nel 2012.

## Palmarès

### Club

#### Competizioni nazionali
- Supercoppa di Croazia: 1

Rijeka: 2014
- Pervenstvo Futbol'noj Nacional'noj Ligi: 1

Kryl'ja Sovetov Samara: 2014-2015